# Josef Hrdlička
Josef Hrdlička (Velké Opatovice, 19 gennaio 1942) è un vescovo cattolico e saggista ceco, dal 17 marzo 1990 al 1º febbraio 2017 vescovo ausiliare di Olomouc.

## Biografia
Ha studiato alla Facoltà teologica "Santi Cirillo e Metodio" (1967-1972) ed è stato ordinato presbitero il 1º luglio 1972.
È stato parroco a Ostrava, Hoštejn, Hynčice, Maletín e Mírov ed amministratore spirituale a Liptaň, Pitárné, Třemešná e Vysoká.
Il 17 marzo 1990 è stato nominato da papa Giovanni Paolo II vescovo titolare di Tunudruma ed ausiliare di Olomouc.
Ha ricevuto la consacrazione episcopale il 7 aprile 1990 dall'arcivescovo František Vaňák.
Il 1º febbraio 2017 papa Francesco ha accolto la sua rinuncia all'ufficio di ausiliare di Olomouc.
È autore di varie opere in lingua ceca e del libretto dell'opera Noc plná světla, rappresentata per la prima volta nel giugno del 2013.
Ha inoltre tradotto in ceco l'opera di alcuni poeti inglesi. Tra i compiti svolti da Hrdlička a livello sovra-diocesano può essere ricordata la presidenza del Consiglio per la Cultura e i Monumenti Storici della Conferenza Episcopale Ceca.

## Genealogia episcopale
La genealogia episcopale è:
- Cardinale Scipione Rebiba
- Cardinale Giulio Antonio Santorio
- Cardinale Girolamo Bernerio, O.P.
- Arcivescovo Galeazzo Sanvitale
- Cardinale Ludovico Ludovisi
- Cardinale Luigi Caetani
- Cardinale Ulderico Carpegna
- Cardinale Paluzzo Paluzzi Altieri degli Albertoni
- Papa Benedetto XIII
- Papa Benedetto XIV
- Papa Clemente XIII
- Cardinale Marcantonio Colonna
- Cardinale Giacinto Sigismondo Gerdil, B
- Cardinale Giulio Maria della Somaglia
- Cardinale Carlo Odescalchi, S.I.
- Cardinale Costantino Patrizi Naro
- Cardinale Lucido Maria Parocchi
- Papa Pio X
- Papa Benedetto XV
- Cardinale Eugenio Maria Pacelli
- Arcivescovo Saverio Ritter
- Cardinale Josef Beran
- Arcivescovo Josef Karel Matocha
- Cardinale František Tomášek
- Vescovo Antonín Liška, C.SS.R.
- Arcivescovo František Vaňák
- Vescovo Josef Hrdlička